# Chenopodium phillipsianum
Chenopodium phillipsianum är en amarantväxtart som beskrevs av Paul Aellen. Chenopodium phillipsianum ingår i släktet ogräsmållor, och familjen amarantväxter. Inga underarter finns listade i Catalogue of Life.